# Campeonato Sul e Centro-Americano de Handebol Feminino de 2018
O Campeonato Sul e Centro-Americano de Handebol Feminino de 2018 foi a primeira edição do campeonato e sendo realizado entre os dias de 29 de novembro a 4 de dezembro de 2018 em Maceió, Brasil sob a organização da Confederação Sul e Centro Americana de Handebol. É a primeira vez na história que o campeonato é organizado pela Confederação Brasileira de Handebol. Também atua como torneio de qualificação para o Campeonato Mundial de Handebol Feminino de 2019, com as duas primeiras equipes se classificando.
O Brasil conquistou seu primeiro título com uma vitória sobre a Argentina.

## Formato
O formato contou com 5 seleções jogando em formato de todos contra todos em formato de turno único. As duas primeiras colocadas garantiram vaga no próximo Mundial Feminino. O primeiro colocado terminará como campeão.

## Classificação
|  | Qualificadas para o Mundial |

Critérios de desempate: 1) pontos; 2) confronto direto; 3) diferença de gols no confronto direto; 4) número de gols feitos no confronto direto; 5) diferença de gols.
| Pos | Equipe    | Pts | J | V | E | D | GP  | GC  | SG  |
| --- | --------- | --- | - | - | - | - | --- | --- | --- |
| 1   | Brasil    | 8   | 4 | 4 | 0 | 0 | 131 | 77  | +54 |
| 2   | Argentina | 6   | 4 | 3 | 0 | 1 | 108 | 92  | +16 |
| 3   | Paraguai  | 2   | 4 | 1 | 0 | 3 | 97  | 116 | −19 |
| 4   | Chile     | 2   | 4 | 1 | 0 | 3 | 71  | 116 | −45 |
| 5   | Uruguai   | 2   | 4 | 1 | 0 | 3 | 80  | 109 | −29 |

Desempate: Paraguai 2 Pts, +6 SG | Chile 2 Pts, -2 SG | Uruguai 2 Pts, −4 SG

## Resultados
Todos as partidas estão no fuso oficial de Maceió.
| 29 de Novembro 17:00 | Argentina | 28–26 | Paraguai | Ginásio do SESI, Maceió |
| 29 de Novembro 17:00 | (16–16)   |       |          | Ginásio do SESI, Maceió |
| 29 de Novembro 17:00 |           |       |          | Ginásio do SESI, Maceió |

| 29 de Novembro 19:00 | Chile  | 24–19 | Uruguai | Ginásio do SESI, Maceió |
| 29 de Novembro 19:00 | (13–9) |       |         | Ginásio do SESI, Maceió |
| 29 de Novembro 19:00 |        |       |         | Ginásio do SESI, Maceió |

| 30 de Novembro 17:00 | Chile  | 21–28 | Paraguai | Ginásio do SESI, Maceió |
| 30 de Novembro 17:00 | (9–12) |       |          | Ginásio do SESI, Maceió |
| 30 de Novembro 17:00 |        |       |          | Ginásio do SESI, Maceió |

| 30 de Novembro 19:00 | Brasil | 28–9 | Uruguai | Ginásio do SESI, Maceió |
| 30 de Novembro 19:00 | (11–3) |      |         | Ginásio do SESI, Maceió |
| 30 de Novembro 19:00 |        |      |         | Ginásio do SESI, Maceió |

| 1 de Dezembro 17:00 | Uruguai | 25–31 | Argentina | Ginásio do SESI, Maceió |
| 1 de Dezembro 17:00 | (10–16) |       |           | Ginásio do SESI, Maceió |
| 1 de Dezembro 17:00 |         |       |           | Ginásio do SESI, Maceió |

| 1 de Dezembro 19:00 | Brasil | 39–9 | Chile | Ginásio do SESI, Maceió |
| 1 de Dezembro 19:00 | (17–6) |      |       | Ginásio do SESI, Maceió |
| 1 de Dezembro 19:00 |        |      |       | Ginásio do SESI, Maceió |

| 3 de Dezembro 17:00 | Argentina | 30–17 | Chile | Ginásio do SESI, Maceió |
| 3 de Dezembro 17:00 | (12–8)    |       |       | Ginásio do SESI, Maceió |
| 3 de Dezembro 17:00 |           |       |       | Ginásio do SESI, Maceió |

| 3 de Dezembro 19:00 | Brasil | 40–17 | Paraguai | Ginásio do SESI, Maceió |
| 3 de Dezembro 19:00 | (18–7) |       |          | Ginásio do SESI, Maceió |
| 3 de Dezembro 19:00 |        |       |          | Ginásio do SESI, Maceió |

| 4 de Dezembro 17:00 | Paraguai | 26–27 | Uruguai | Ginásio do SESI, Maceió |
| 4 de Dezembro 17:00 | (12–11)  |       |         | Ginásio do SESI, Maceió |
| 4 de Dezembro 17:00 |          |       |         | Ginásio do SESI, Maceió |

| 4 de Dezembro 19:00 | Brasil  | 24–19 | Argentina | Ginásio do SESI, Maceió |
| 4 de Dezembro 19:00 | (15–10) |       |           | Ginásio do SESI, Maceió |
| 4 de Dezembro 19:00 |         |       |           | Ginásio do SESI, Maceió |

## Classificação Final
| Rank | Seleção   |
| ---- | --------- |
| 1    | Brasil    |
| 2    | Argentina |
| 3    | Paraguai  |
| 4    | Chile     |
| 5    | Uruguai   |

|  | Classificada para o Campeonato Mundial de Handebol Feminino de 2019 |